# Campionato mondiale maschile di pallacanestro Under-19 2007
Il campionato mondiale maschile di pallacanestro Under-19 2007 si è svolto a Novi Sad in Serbia, dal 12 al 22 luglio 2007. Si è trattato della 8ª edizione della manifestazione, vinta per la prima volta dalla Serbia (tuttavia già campione nel 1987 come ex-Jugoslavia).

## Squadre partecipanti
- Argentina
- Australia
- Brasile
- Canada
- Cile
- Francia
- Corea del Sud
- Libano

- Lituania
- Mali
- Nigeria
- Porto Rico
- Serbia
- Spagna
- Turchia
- Stati Uniti

## Risultati

### Fase a eliminazione diretta
|  | Quarti di finale | Quarti di finale |             |         | Semifinali                | Semifinali                |  |  | Finale | Finale |
|  |                  |                  |             |         |                           |                           |  |  |        |        |
|  |                  |                  |             |         |                           |                           |  |  |        |        |
|  |                  |                  |             |         |                           |                           |  |  |        |        |
|  | Stati Uniti      | 112              |             |         |                           |                           |  |  |        |        |
|  | Stati Uniti      | 112              |             |         |                           |                           |  |  |        |        |
|  | Argentina        | 86               |             |         |                           |                           |  |  |        |        |
|  | Argentina        | 86               | Stati Uniti | 78      |                           |                           |  |  |        |        |
|  |                  |                  | Stati Uniti | 78      |                           |                           |  |  |        |        |
|  |                  | Francia          | 75          |         |                           |                           |  |  |        |        |
|  | Francia          | Francia          | 75          | 100     |                           |                           |  |  |        |        |
|  | Francia          |                  |             | 100     |                           |                           |  |  |        |        |
|  | Spagna           | 83               |             |         |                           |                           |  |  |        |        |
|  | Spagna           | 83               | Stati Uniti | 69      |                           |                           |  |  |        |        |
|  |                  |                  | Stati Uniti | 69      |                           |                           |  |  |        |        |
|  |                  | Serbia           | 74          |         |                           |                           |  |  |        |        |
|  | Serbia           | Serbia           | 74          | 94      |                           |                           |  |  |        |        |
|  | Serbia           |                  |             | 94      |                           |                           |  |  |        |        |
|  | Turchia          | 56               |             |         |                           |                           |  |  |        |        |
|  | Turchia          | 56               | Serbia      | 89      | Finale per il terzo posto | Finale per il terzo posto |  |  |        |        |
|  |                  |                  | Serbia      | 89      | Finale per il terzo posto | Finale per il terzo posto |  |  |        |        |
|  |                  | Brasile          | 74          |         |                           |                           |  |  |        |        |
|  | Brasile          | Brasile          | 74          | 73      | Francia                   | 75                        |  |  |        |        |
|  | Brasile          |                  |             | 73      | Francia                   | 75                        |  |  |        |        |
|  | Australia        | 72               |             | Brasile | 67                        |                           |  |  |        |        |
|  | Australia        | 72               |             |         | 67                        |                           |  |  |        |        |
|  |                  |                  |             |         |                           |                           |  |  |        |        |
|  |                  |                  |             |         |                           |                           |  |  |        |        |

## Classifica finale
| Campione del Mondo | Campione del Mondo | Campione del Mondo | Campione del Mondo |
| --- | ------------------ | --- | ------------------ |
| Serbia under 194 Jeremić, 5 Despotović, 6 Katnić, 7 Marković, 8 Kešelj, 9 Radulović, 10 Stojačić, 11 Čakarević, 12 Mačvan, 13 Raduljica, 14 Marjanović, 15 Čupković, All. Miroslav Nikolić |                    | |                    |
| Argento | Stati Uniti        | Stati Uniti under 194 Porter, 5 Curry, 6 Flynn, 7 Beverley, 8 Bouldin, 9 Lighty, 10 Greene, 11 Morgan, 12 Thompson, 13 Hollis, 14 Beasley, 15 Jordan, All. Jerry Wainwright                                   |                    |
| Bronzo | Francia            | Francia under 194 Begarin, 5 Batum, 6 Diot, 7 M'Baye, 8 Romain, 9 Ajinça, 10 Mangin, 11 Jackson, 12 Etilopy, 13 Tillie, 14 Vaty, 15 Moerman, All. Richard Billant                                             |                    |
| 4. | Brasile            | Brasile under 194 Cauê, 5 Henrique, 6 Thomas, 7 Bruno, 8 Duarte, 9 Carlão, 10 Romário, 11 Carlinhos, 12 Mineiro, 13 Rodrigo, 14 Zezinho, 15 Paulão, All. José Neto                                            |                    |
| 5. | Australia          | Australia under 194 Ogilvy, 5 Seebohm, 6 Tomlinson, 7 Goulding, 8 Louis, 9 Gliddon, 10 Dowdell, 11 Probert, 12 Johnson, 13 Mills, 14 Jackson, 15 Smith, All. Martin Clarke                                    |                    |
| 6. | Argentina          | Argentina under 194 Gerbaudo, 5 de los Santos, 6 Ruiz, 7 Vega, 8 Orlietti, 9 Cecchi, 10 Piñero, 11 Morales, 12 Uranga, 13 Machuca, 14 Aguirre, 15 Aguerre, All. Guillermo Narvarte                            |                    |
| 7. | Turchia            | Turchia under 194 Balbay, 5 Özurganci, 6 Hacioğlu, 7 Turgut, 8 Özkan, 9 Çipa, 10 Sevinç, 11 Kocabalkan, 12 Aydoğan, 13 Tunca, 14 Özcan, 15 Selen, All. Orhun Ene                                              |                    |
| 8. | Spagna             | Spagna under 194 Vega, 5 Aguilar, 6 Colom, 7 Cabot, 8 Forcada, 9 Claver, 10 Rubio, 11 Nguema, 12 Marina, 13 González, 14 Martínez, 15 Pantín, All. Mateo Rubio                                                |                    |
| 9. | Lituania           | Lituania under 194 Janavičius, 5 Birgelis, 6 Čepukaitis, 7 Beliavičius, 8 Kleiza, 9 Gvezdauskas, 10 Gailius, 11 Brazdauskis, 12 Valukonis, 13 Gecevičius, 14 Skurdauskas, 15 Grinius, All. Rutenis Paulauskas |                    |
| 10. | Canada             | Canada under 194 Cole, 5 C. Joseph, 6 Williams, 7 Lukusa, 8 D. Joseph, 9 Bigby, 10 House, 11 Nagtzaam, 12 Brittain, 13 Bakovic, 14 Walker, 15 Zuyderhoff-Craig, All. Greg Francis                             |                    |
| 11. | Corea del Sud      | Corea del Sud under 194 Park, 5 Byeon, 6 Kwon, 7 Jeong, 8 Kim H., 9 Kim Seon-hyeong, 10 Ham, 11 Yu, 12 Kim Min-seop, 13 Kim Seung-won, 14 Kim Min-uk, 15 Choe, All. Kim Seung-gi                              |                    |
| 12. | Cina               | Cina under 194 Xu Xu, 5 Gu, 6 Yang, 7 Zhang, 8 Li J., 9 Ba, 10 Xu Y., 11 Li X., 12 Tian, 13 Delehei, 14 Su, 15 Wang, All. Li Chunjiang                                                                        |                    |
| 13. | Nigeria            | Nigeria under 194 Daudu, 5 Negedu, 6 Bukar, 7 Egbeyemi, 8 Ohiero, 9 Omorogbe, 10 Ehiagwina, 11 Yusuf, 12 Coker, 13 Baraya, 14 Katuka, 15 Alabi, All. Adeka Daudu                                              |                    |
| 14. | Libano             | Libano under 194 Yammine, 5 Martínez, 6 Farraj, 7 Chebib, 8 Abdallah, 9 Akkad, 10 Bitar, 11 Akl, 12 Hauchar, 13 Kansou, 14 Hamdar, 15 Abi Mrad, All. -                                                        |                    |
| 15. | Mali               | Mali under 194 Kaba, 5 Niane, 6 Tangara, 7 Maïga, 8 W. Coulibaly, 9 Daffe, 10 Diarra, 11 Samake, 12 Haidara, 13 M. Coulibaly, 14 Sega, 15 Dembélé, All. -                                                     |                    |
| 16. | Porto Rico         | Porto Rico under 194 Díaz, 5 Soto, 6 Morales, 7 Durán, 8 Martínez, 9 Butler, 10 Rivera, 11 Torres, 12 López, 13 Román, 14 García, 15 Clavell, All. Jorge Otero                                                |                    |